# Tricholabus punctiventris
Tricholabus punctiventris är en stekelart som beskrevs av Hellen 1949. Tricholabus punctiventris ingår i släktet Tricholabus och familjen brokparasitsteklar. Inga underarter finns listade i Catalogue of Life.